# 交換手数料
交換手数料（こうかんてすうりょう、英: interchange fee）は、主としてカードが使用される取引を受け入れるために銀行間で支払われる手数料を表すために、カード業界で使用される用語である。通常、販売およびサービス取引では、何らかの商品を販売する側の銀行（以下「取得銀行」）が購入する顧客側の銀行（以下「発行銀行」）に支払う料金のこと。また、現金取引の場合、交換手数料は発行者から取得者に支払われ、ときに逆交換（英: reverse interchange）などと呼ばれることがある。
クレジットカードまたはデビットカードでのトランザクションでは、支払う側のトランザクションのカードを発行する銀行が、加盟している店のクレジットカードまたはデビットカードのトランザクションを処理する取得銀行に支払う金額から交換手数料を差し引く。取得銀行は、取引の金額から交換手数料と、多くの場合「割引銀行」と呼ばれる取得銀行または独立販売組織（ISO）に対する追加の手数料の両方を差し引いた金額を販売者に支払う。ただし、ATMでの現金を引き出す取引の場合、手数料はカードを発行する銀行から取得銀行に支払われる。
これらの料金はクレジットカードの独自のネットワークによって設定され、クレジットカードに対するさまざまな料金を構成する最大の要素であり、一部の見積もりではこれらの料金の7割から9割に相当する。そして一般的には、割合より少なく支払うことがほとんどである。交換手数料には複雑な価格構造があり、これにはカードのブランドや地域、管轄、クレジットカード、デビットカードの種類、受け入れる加盟店の種類と加盟店の規模、取引の種類などで左右されることもある。交換手数料は通常、定額料金に合計の購入価格の割合を加えたものである。アメリカでは、手数料の平均は取引額の約2％であり、欧州連合（EU）では、交換手数料は、クレジットカードの場合は取引額の0.3％、デビットカードの場合は0.2％に制限されている。
近年、アメリカでは交換手数料は論争の的になるような問題となっており、規制および独占禁止法の調査の対象となっている。ウォルマートなどの多くの大手企業は手数料価格を交渉力が強く、一部は現金またはPINベースのデビットカードを好むが、大部分は主要なネットワークブランドのカードの使用を拒否できないと考えている。これは、交換主導の料金が利益率を超える場合でも当てはまる。オーストラリアなど一部の国では、交換手数料が大幅に低く設定されているが、アメリカ政府監査院の調査によると、取引者が享受した貯蓄は消費者に引き継がれていない。この料金は、アメリカで継続中のいくつかの訴訟の対象でもある。

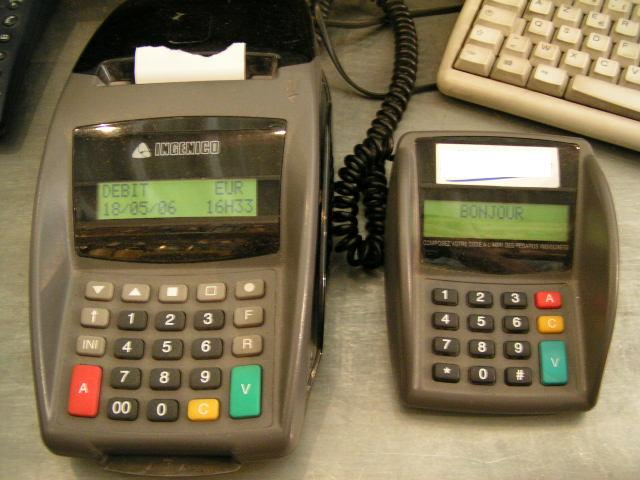
クレジットカードを使用するための端末

## 概要

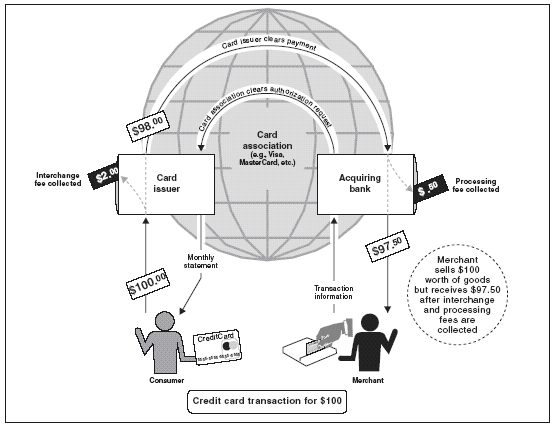
交換手数料の仕組みを解説する政府監査院（GAO）のレポート画像

交換手数料は、Visaやマスターカードなどといった企業ごとの独自の支払いネットワークによって設定される。
アメリカではカード発行会社は現在、交換手数料から年間約300億ドル以上の収入を得ている。Visaおよびマスターカードによって徴収された交換手数料は、2004年は合計約260億ドルだった。2005年には約307億ドルで、2001年と比較して約85％増加した。
交換手数料の起源は、いくつかの論争の問題である。多くの場合、発行者と取得者双方の適切な関係を維持し、銀行のネットワークに引き付けるために考えられたと想定される。しかし、ジョージタウン大学法センターのアダム・レビチン教授の研究では、交換手数料はもともと銀行がアメリカの利息法と真実の貸付法を回避する方法として考えられたことを示している通常、手数料の大部分は発行銀行に送られる。発行銀行の交換手数料は、加盟店が取得銀行を通じて支払いのためにクレジットカード取引またはデビットカード取引をする際に、取引者などによって収集された金額から抽出される。銀行は、信用できる顧客からの延滞料や利息から多額を得るのではなく、取引者に請求される交換手数料で利益を上げることに対して望んでいる。
交換するレートは、さまざまな理由で異なる。例として、報酬を提供する「プレミアムクレジットカード」（英: premium credit card）は通常、標準のカードよりも交換率が高くなる。クレジットカードを用いて行われた取引は、一般的にデビットカードでの取引よりも高いレートを持ち、そのレートは通常、PINのデビットカードの取引よりも高くなっている。電話やインターネットなど売買される直接行われない販売は、一般に直接提示されるカードでのトランザクションよりも高い交換レートの対象となる。これは、不正な取引のリスクと割合の増減などによるものである。交換は、すべての取引者を対象とする「業界標準」であることに注意することが重要である。これは、商品などが販売される発行を促進し、発行銀行が特定のブランドなどを発行するよう、誘致するために設けられている。より高い交流は、多くの場合特定のブランドなどの発行を促進するスキームのツールであることが多い。
Harris Interactiveによる2007年1月の世論調査によると、交換するための料金を尋ねたのは一般の内の約3分の1のみであった。かつてそれらの人々に解説したところ、9割は「アメリカ議会が"クレジットカード会社に消費者により良い情報を提供するよう強要すべきだ"」と話した。

## 論争

### 価格協定
いくつかの国の規制当局は、価格協定の潜在的な例として、交換レートと料金の集合的な決定に疑問を呈している。特に、アメリカに拠点を置くMerchants Payments CoalitionやMerchant Bill of Rightsなどといったグループも、交換手数料が必要以上に高いと主張している。発行銀行は、交換手数料を削減すると、カードの所有者のコストが増加し、すでに発行されたカードの報酬を満たす力が低下すると主張している。

### 消費者福祉
連邦準備制度が実施された2010年の公共政策研究では、交換手数料の報酬プログラムの側面は低所得世帯から高所得世帯への非自明な金銭移転をもたらすと結論付けた。取引者の手数料とカード報酬を減らすと、消費者の福利が増える可能性があるとしている。

## 地域別

### アメリカ合衆国

#### 支払いカード交換手数料・販売者割引反トラスト訴訟
ペイメントカード交換手数料とマーチャントディスカウント反トラスト訴訟は、2005年にVisa、マスターカード、およびその他のペイメントカードを発行する多くの金融機関に対して商人および業界団体が提訴したアメリカの集団訴訟である。この訴訟は、クレジットカード業界での価格修正および反競争的とされるその他の取引慣行によって提起された。和解案は、2012年11月に事件を監督する裁判官から予備承認を受けたが、指名された集団の原告の大多数は反対し、多くは和解を拒否することとした。
2013年12月、アメリカ合衆国地方裁判所のジョン・グリーソン裁判官は、72億5000万ドルでの和解を言い渡した。この和解により、商人や取引者の交換手数料が削減され、また今後の問題に関する訴訟からクレジットカード会社が保護されることになる。

#### 立法・議会の調査
アメリカの上院審理は、交換料金表とカード運営の規則を取り巻くことに対してに焦点を合わせた。2006年、Visaとマスターカードは双方とも、いくつかの料金スケジュールとカードのルールの概要のレポートを公表したが、完全な資料を公表するよう圧力がかかり続けている。2007年1月、上院銀行委員会委員長のクリス・ドッドは、クレジットカード業界の実務に関するヒアリングで交換手数料を引用し、3月に手数料はノーム・コールマン上院議員に再び批判された。2007年1月、マイクロソフトのビル・ゲイツは、オンラインマイクロペイメントでは競争力がないとマイクロソフトが考える重要な理由として、高い交換手数料を挙げた。
2007年3月、マスターカードは料金体系を変更し、クレジットカードの下位の「基本」ティアを2つの新しいティアに分割すると発表しました。ウォール・ストリート・ジャーナルの記事は、「平均して新しい金利が上昇しているかどうかを判断するのが困難になっています。」とした。マスターカードのスポークスマンであるジョシュア・パイレス氏は、この新しい構造で「クレジットカードのポートフォリオを分割するためのより洗練された方法が得られる」と述べ、全米小売業協会（NRF）の顧問マロリー・ダンカンは「彼らはできる限り絶対に各層の価格を設定している収入を最大化できます。」と話した。
2007年7月19日、下院司法委員会の独占禁止のためのタスクフォースと呼ばれる組織は、交換手数料の特定の問題を調査する最初の聴聞会を開催した。NRFの顧問ダンカンは、クレジットカード業界の代表者と同様に証言した。パネルを率いる小委員会のジョン・コニャーズ委員長は、「私は公然と聴聞会に参加しますが、証拠金の負担はクレジットカード会社にあり、インターチェンジ手数料の増加は商人を傷つけず、最終的には消費者。」と述べた。
2010年10月1日、ダービン修正は、2010年のドッド＝フランク・ウォール街改革・消費者保護法への最後の追加として発効した。その結果、銀行は当座預金商品で提供されるインセンティブを制限し始めた。また、カードの使用料を顧客に請求することを開始すると発表した人もいた。
同月、Visaとマスターカードは、交換市場の競争力の問題に焦点を当てた独占禁止法訴訟でアメリカ司法省と和解した。両社は、ロゴを表示する取引者が特定の種類のカードを拒否したり、より安価なカードを使用することで消費者に割引を提供したりすることなどに同意した。

### 欧州連合
2002年、欧州委員会は、反競争的取り決めを禁止するEC条約の第81条から、Visaの多国間交流料金を免除した。ただし、この免除は2007年12月31日に失効した。イギリスでは、マスターカードは公正取引局による調査中に交換手数料を引き下げた。
2007年1月、欧州委員会は、リテールバンキング部門への2年間の調査結果を発表した。レポートでは、支払いを行うカードと交換手数料に焦点を当てていた。 報告書を公開した際、ネリー・クルース委員は、「我々が検討した多くのスキームにおける現在のレベルの交換手数料は正当化されていないようだ。」と述べた。報告書はこの問題のさらなる研究を求めた。
2007年12月19日、欧州委員会は、マスターカードおよびMaestroブランドのデビットカードおよび消費者のクレジットカードとの国境を越えた支払いカードの国際取引に対するMasterCardの多国間交換手数料を禁止する決定をした。欧州委員会は、この手数料が反競争的合意を禁止するEC条約の第81条に違反していると結論付けた。マスターカードは、第一審裁判所に欧州委員会の決定を上訴した。控訴は保留中であるが、マスターカードは多国間交換手数料を一時的に廃止した。
2008年3月26日、欧州委員会は、欧州経済領域（EEA）内でのクロスボーダー取引のVisaの多国間交換手数料および「すべてのカードを尊重」規則の調査を開始した。
イギリス以外のEU加盟国の独占禁止当局も、Visaとマスターカードの交換手数料を調査している。例として、2007年1月4日、ポーランドの消費者保護局は、Visaとマスターカードの交換手数料を共同で設定した20の銀行に、合計1億6,400万ズウォティ（約5,600万ドル）の罰金を科した。
2015年3月、欧州議会は、交換料金の上限をクレジットカードの場合0.3％、デビットカードの場合0.2％に制限することを決定した。上限は仲介者がいる個人カードにのみ適用され、企業に発行されたカードやアメリカン・エキスプレスによって発行されたカードには適用されない。

### オーストラリア・ニュージーランド
2003年、オーストラリア準備銀行は、取引手数料を約0.95％から約0.5％に大幅に削減することを要求した。注目すべき結果の1つは、リワードカードの使用が減少し、デビットカードの使用が増加したことである。オーストラリアは、Visaやマスターカードなどのクレジットカードネットワークによって確立されたポリシーで、加盟店がクレジットカード使用料をカード所有者に請求することを禁止する「追加料金なし」（英: no surcharge）ルールも削除した。オーストラリアはデビットカードの交換レートも変更し、交換料金を完全に廃止することを検討している。2016年2月、競争および消費者補正（支払いサーチャージ）法が法律になった。
2006年、ニュージーランド商務委員会はVisaとマスターカードに対して訴訟を起こした。これは、交換手数料が価格を固定し、競争の大幅な軽減をもたらすと主張している。2009年秋に訴訟が開始される直前に、訴訟は法廷外で決着した。「追加料金なしのルール」は禁止されており、小売業者はVisaおよびマスターカードの取引費用を顧客に引き渡すことができ、カード発行会社はVisaまたはマスターカードが設定した限度内で独自の交換手数料を設定できた。また、ニュージーランドのマスターカードのすべての発行者は、最大料金を請求すると発表した。欧州委員会は2013年に和解の結果を検討した報告書を発表し、多くの商人や取引者が和解前よりもクレジットカードの受け入れに高い料金を払っていることを示した。